# Enrique Simonet
Enrique Simonet Lombardo (2. února 1866 Valencie – 20. dubna 1927 Madrid) byl španělský malíř.

## Život
Narodil se ve Valencii a studoval na Real Academia de Bellas Artes de San Carlos de Valencia. V roce 1887 získal grant na studium malby v Římě, kde roku 1890 namaloval Anatomía del corazón, obraz, který mu přinesl mezinárodní uznání a za nějž získal několik ocenění. Jeho obraz Decapitación de San Pablo (Stětí svatého Pavla) je umístěn v Málažské katedrále. Roku 1911 se stal členem Real Academia de Bellas Artes de San Fernando v Madridu. Zemřel 20. dubna 1927 poté, co se stal profesorem malířství, sochařství a rytectví v Madridu.

## Galerie

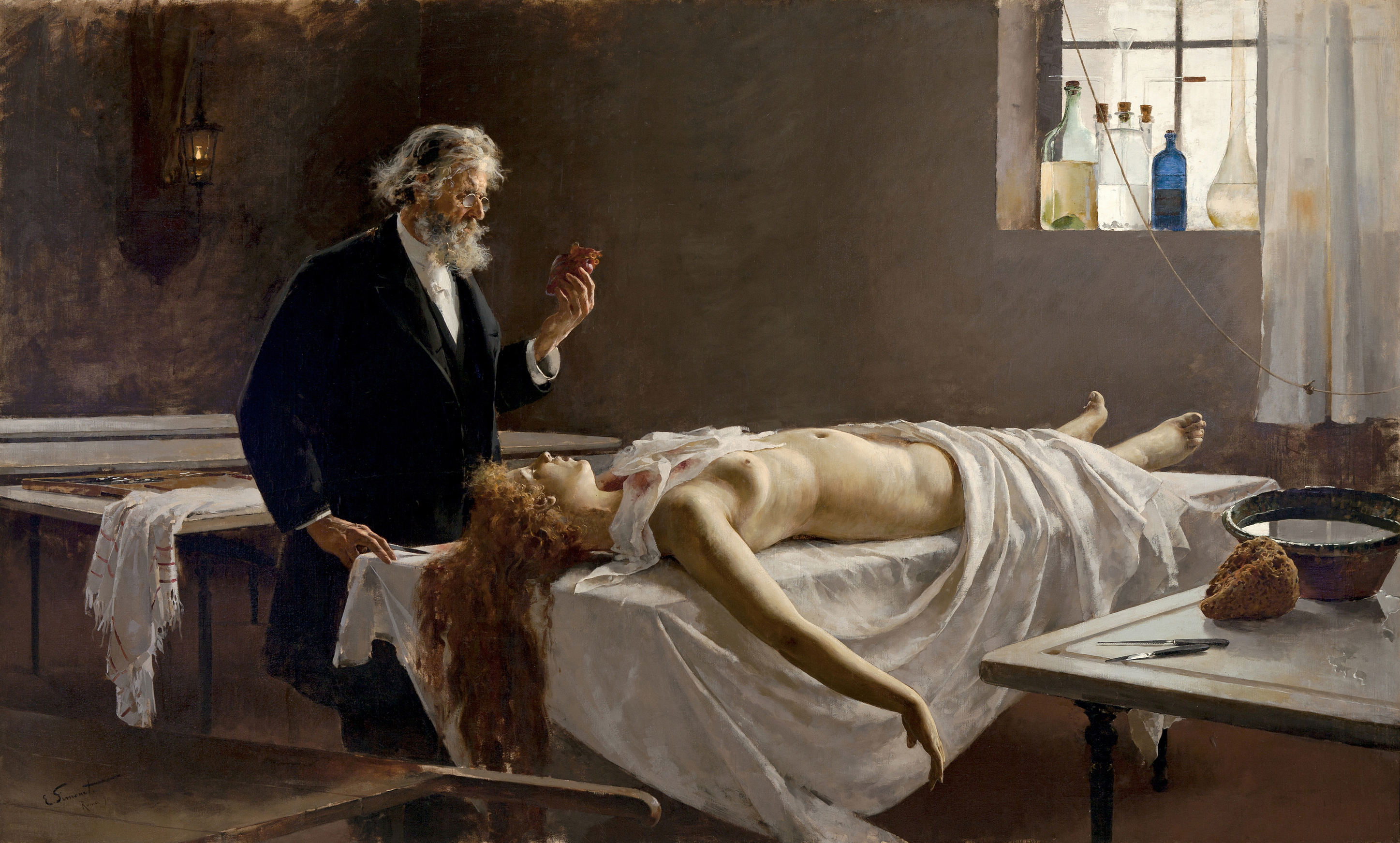
Anatomía del corazón (1890)
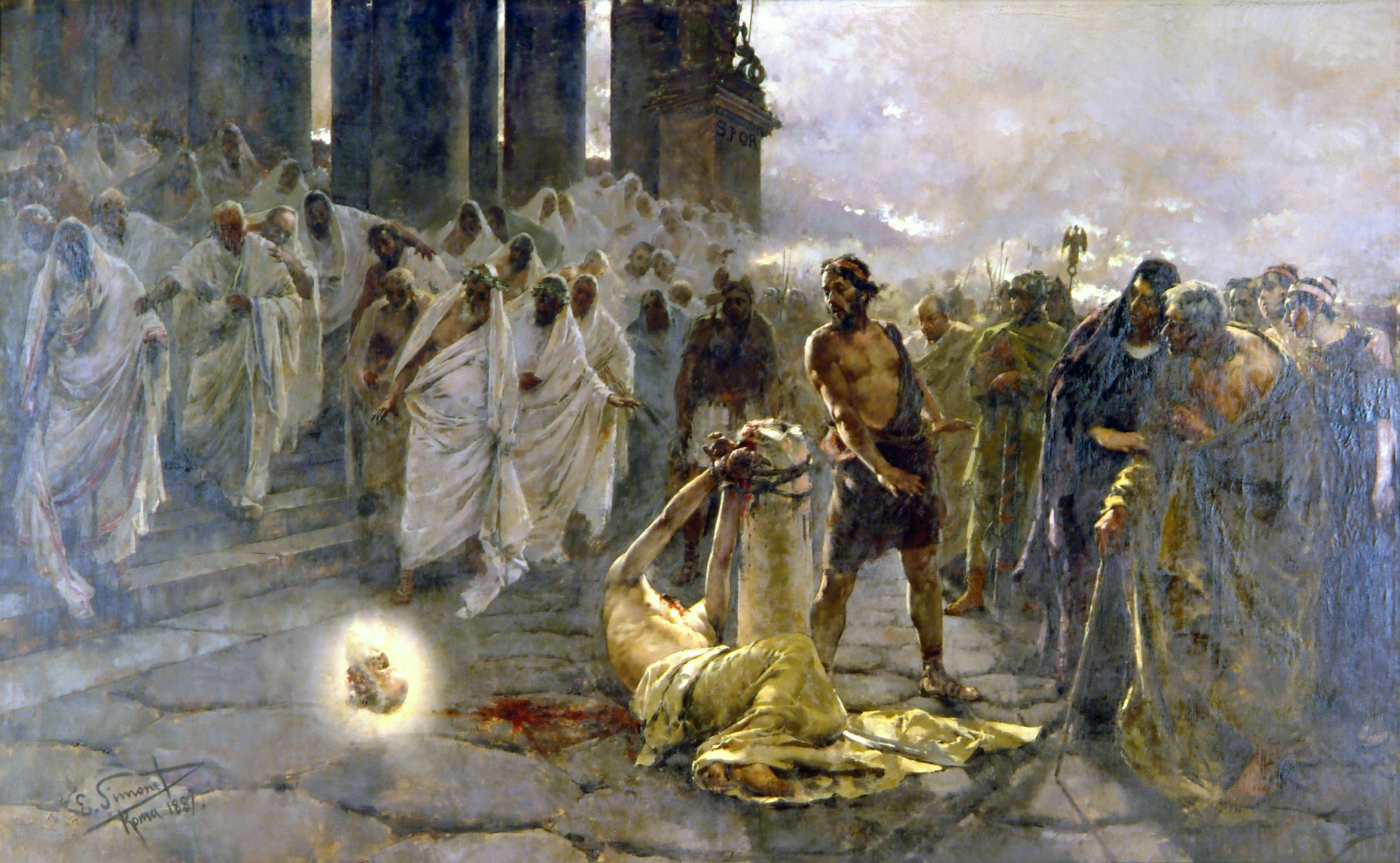
Decapitación de San Pablo (1887)
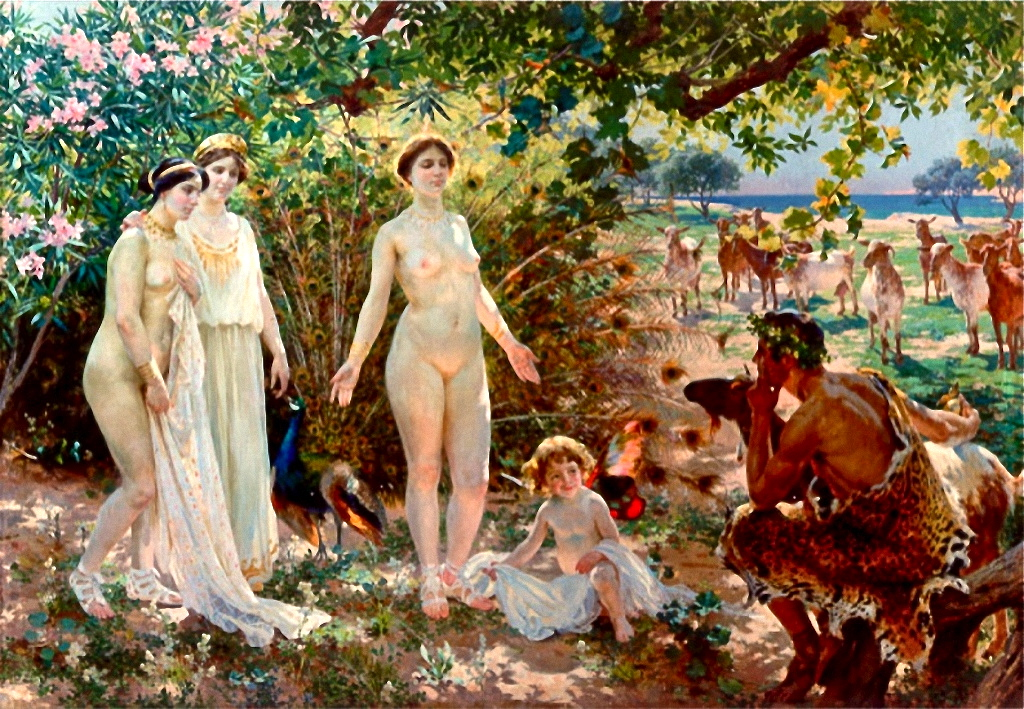
El Juicio de Paris (1904)
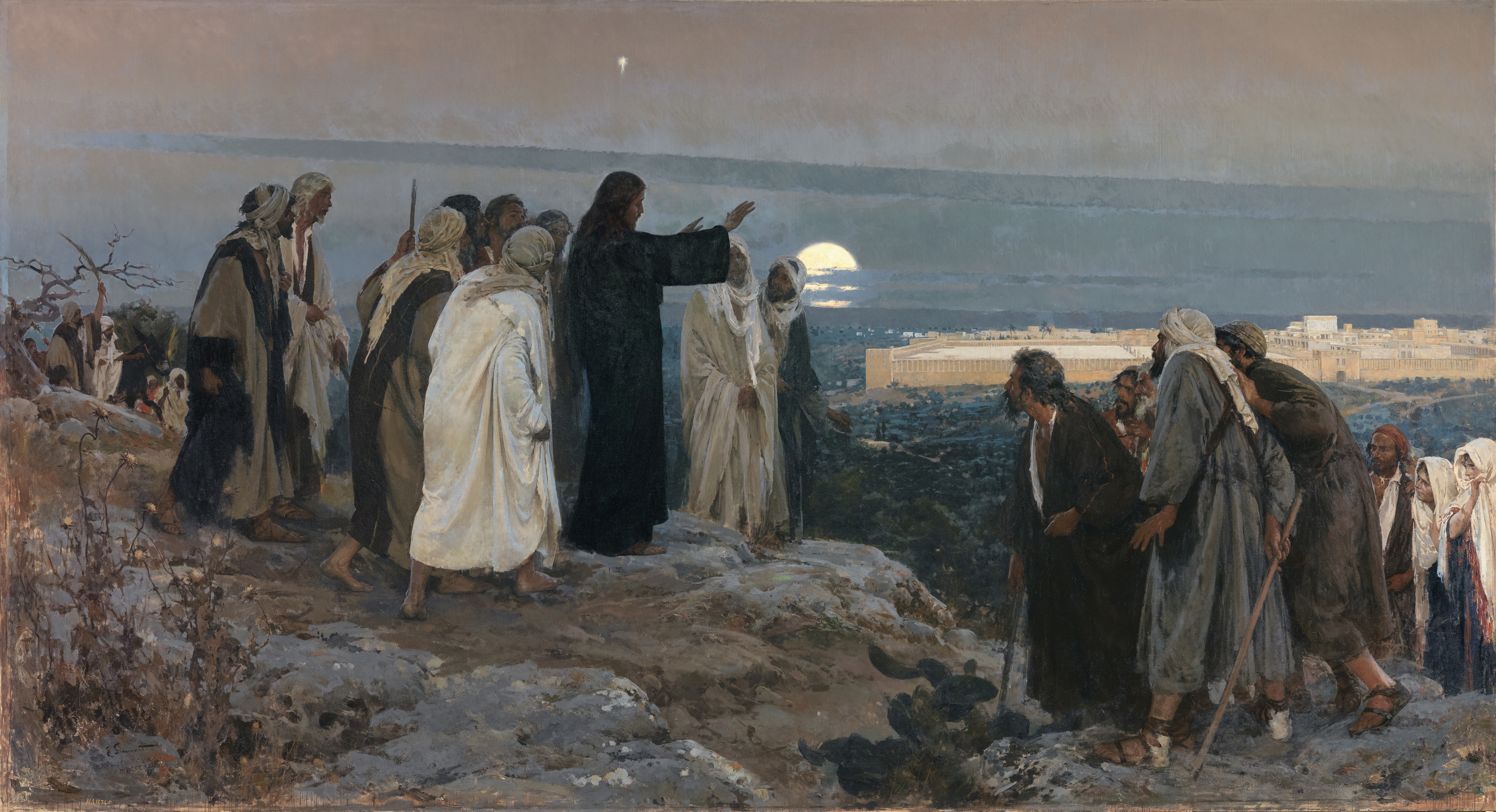
Flevit super illam (1892)
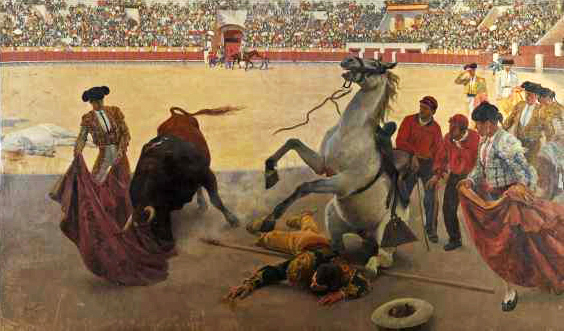
El Quite (1897)